# Barrandovské skály
Barrandovské skály jsou národní přírodní památka na levém břehu Vltavy, na jihozápadním okraji hlavního města Prahy. Péčí o NPP Barrandovské skály je pověřeno regionální pracoviště Střední Čechy AOPK ČR.

## Charakteristika
Hlavním důvodem ochrany je unikátní mezinárodně významný geologický profil paleozoických útvarů silur a devon dokumentující prvohorní vývoj pražské pánve. Lokalita o celkové rozloze 11,57 ha byla vyhlášena jako národní přírodní památka 1. září 1982. Území je rozděleno do dvou celků propojených ochranným pásmem a katastrálně spadá pod obce Hlubočepy a Malá Chuchle. Nadmořská výška se pohybuje od 195 do 280 metrů. Součástí geologického profilu je mezinárodně významný stratotyp českého stupně zlíchov. Dalšími důvody k ochraně jsou oblastní stratotypy pražského a zlíchovského souvrství a opěrný profil k celosvětově uznanému hraničnímu silursko-devonskému stratotypu v Čechách. Dále je území významné i z paleontologického hlediska, vyskytují se zde četné nálezy zkamenělin, a v neposlední řadě jsou zde chráněny i zbytky teplomilné skalní stepi.

## Lokalita

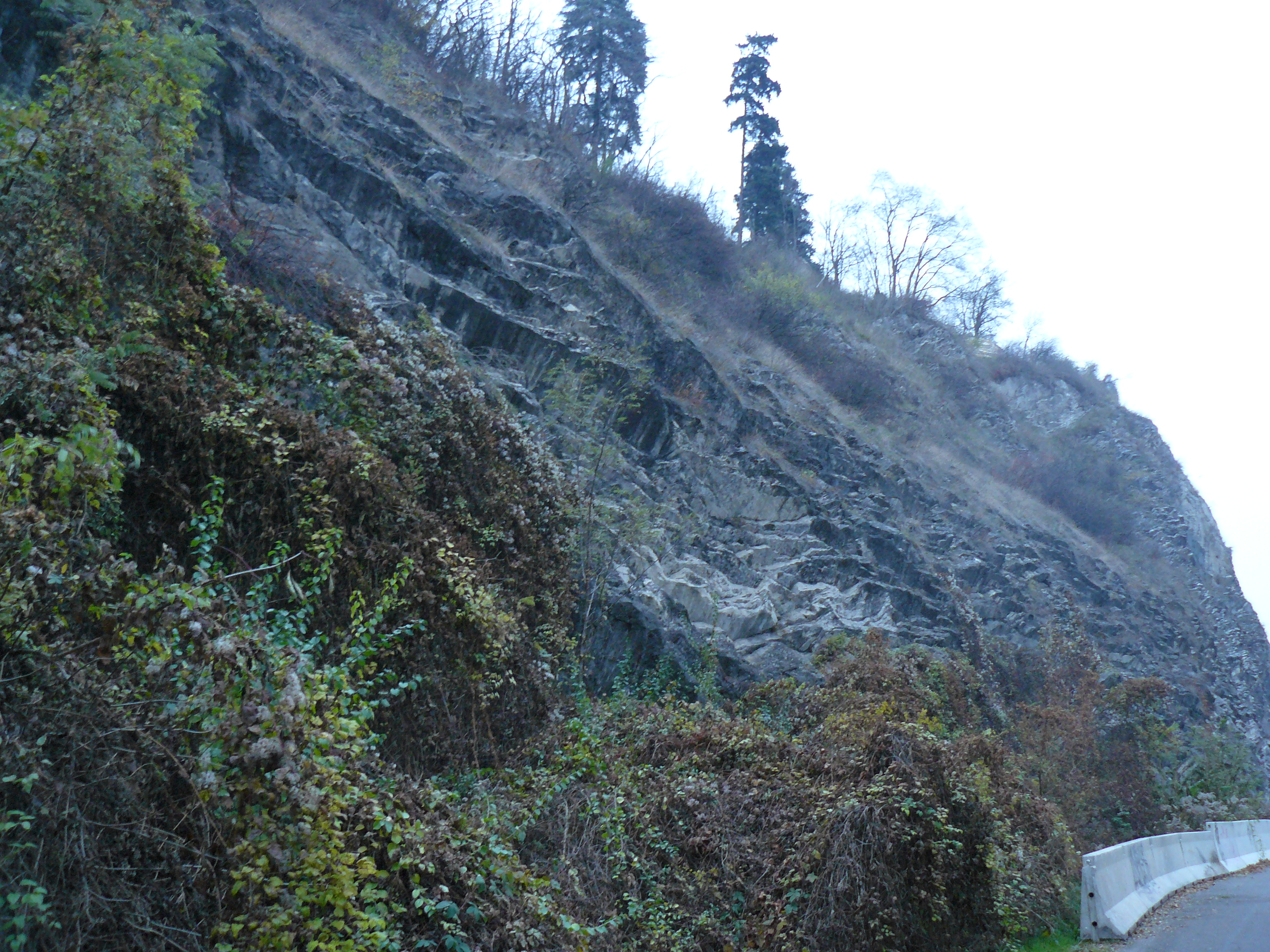
Celkový pohled na Barrandovské skály od Malé Chuchle

Chráněné území Barrandovské skály se nachází ve vltavském údolí na okraji Prahy. Začíná pod Barrandovským silničním mostem, východně od ulice Hlubočepská, a táhne se v jihozápadním směru podél ulice Zbraslavská až k obci Malá Chuchle, kde končí severně od ulice V Lázních (na severních stráních údolí Čertova strouha). Jedná se o strmé skalní srázy, které původně vymodelovala erozní činností řeka Vltava. V historii byly skalní svahy narušeny výstavbou silnice směrem ze Smíchova na Zbraslav a posléze i výstavbou železnice. Dále bylo přirozené prostředí narušené také několika kamenolomy. Díky těmto narušením však bylo odkryto to nejcennější, tj. geologické profily spodního siluru až spodního devonu a mnohá paleontologická naleziště, kde k nejvýznamnějším nálezům patří hlavně tzv. korálový obzor „U kapličky“. Nejstarší usazeniny se nacházejí v nejjižnější části lokality. Směrem k severu na ně postupně nasedají mladší vrstvy, takže je možné jednoduše sledovat časovou linii vývoje. V areálu chráněného území je několik významných oblastí. Patří k nim Vyskočilka, Barrandova skála, lom „Pod terasami“ a lom „U kapličky“. Kromě Barrandovy skály jsou ostatní geologické výchozy minimálně tektonicky postižené, a proto podávají jedinečný, historicky přesný, záznam silurského a devonského vývoje této oblasti a tak umožňují jeho velmi kvalitní výzkum.
Vyskočilka je skalní sráz tvořený tmavými graptolitovými břidlicemi liteňského souvrství, konkrétně motolskými vrstvami (wenlock, silur). Nachází se na jižním cípu lokality, hned za posledními domy Malé Chuchle, a jméno nese podle bývalého zájezdního hostince. Do břidlic zde pronikají mocné diabasové žíly, na kterých je možné pozorovat typický kulovitý rozpad diabasu. Tento úkaz zde nese místní název „chuchelské růžičky“.

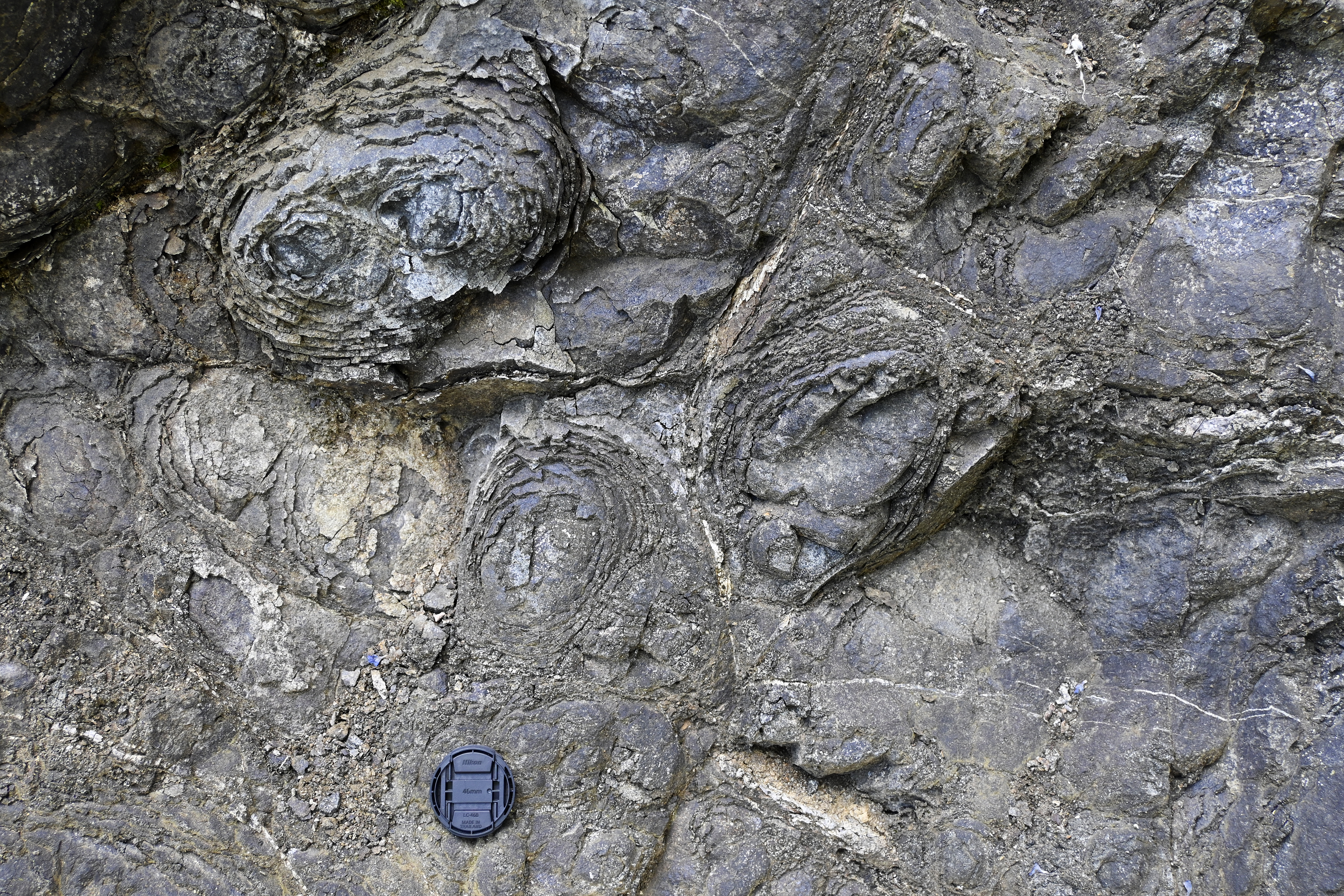
Kulovitý rozpad diabasu tvořící „chuchelské růžičky“

Směrem na sever od Vyskočilky je jedno z nejznámějších míst v této NPP, Barrandova skála. Jde o nejstarší geologické chráněné území u nás. (Chráněna je již od roku 1884, kdy ji tehdejší majitel lomů Max Herbert daroval k ochraně Přírodovědeckému sboru Národního muzea se všemi právy pro užívání.) Barrandovu skálu tvoří zvrásněné deskovité vápence lochkovského souvrství, stratigraficky náležící již k období devonu. Předmětem ochrany je zde velmi instruktivní a intenzivní disharmonické zvrásnění způsobené variskou orogenezí. Deskovité vápence lochkovského souvrství jsou snadněji vrásnitelné než jejich okolí a díky tomu jsou zde k vidění naprosto jedinečně vyvinuté a zachovalé různé typy vrás a jiných tektonických postižení.
Severně od Barrandovy skály leží tzv. lom „Pod terasami“, který je již dnes značně zarostlý vegetací. Byly zde však odkryty dvorecko-prokopské vápence spodního devonu, přesněji spodního sledu stupně prag, ve kterých byly nalezeny četné fosílie. Proto je dnes lom významnou paleontologickou lokalitou. V těchto vápencích se nachází typická devonská fauna, kterou představují hlavně trilobiti.
Ještě severněji se nachází lom „U kapličky“. Je zde odkryt sled nejsvrchnější části pražského souvrství (stupeň prag) ve facii dvorecko-prokopských vápenců. V nadloží pak ostře nasedá zlíchovské souvrství, jehož spodní polohy jsou charakterizovány korálovým obzorem. Ten je tvořený polohami hrubě bioklastických vápenců a sedimentárních brekcií. Jedná se o unikátní paleontologickou lokalitu, kterou objevil v roce 1917 významný český geolog Radim Kettner. Bylo zde nalezeno a popsáno přes 250 druhů fosílií devonské bentózní fauny. Nejhojnější jsou krinoidi, ramenonožci, koráli a mechovky.
Jen pár metrů od lomu, severním směrem, je nejlépe odkryta hraniční vrstva mezi stupněm prag (pražské souvrství) a stupněm zlíchov (zlíchovské souvrství), která je uznána jako mezinárodní stratotyp báze stupně zlíchov. Je zde výrazný rozdíl v sedimentaci. Místo se označuje jako profil „U kapličky“.

## Historie
Oblast náleží do prostoru Pražské kotliny, která byla osídlena již v pravěku (na ostrohu vedle Barrandovského mostu zvaném Klobouček). Území bylo tedy dlouhodobě hospodářsky využíváno, což se projevilo především dávným odlesněním a dlouhodobou pastvou, díky které se na stráních vyvinula stepní a luční teplomilná společenstva rostlin. Ty však byly zásadně poničeny zalesněním na přelomu 19. a 20. století.

Až do poloviny osmnáctého století sahaly mohutné Barrandovské skály až k řece. Cesty směrem od Zbraslavi na Smíchov byly tedy vedeny přes nynější Barrandov a Zlíchov. Zářez tzv. Staré zbraslavské silnice byl odtrhán v roce 1742 francouzskými vojsky za francouzsko-pruské války (tzv. válka o dědictví rakouské). Silnice původně sloužila k vojenským účelům, neboť na Zbraslavi sídlila rakouská vojska. Další skalní zářezy byly provedeny v roce 1846, kdy se silnice dočkala svého rozšíření a zpevnění. V šedesátých letech dvacátého století pak došlo k ještě většímu rozšíření a to vlivem stavby železnice. Ta byla postavena na místě původní silnice, která byla vsekána ještě více do skal. Stavba silnice a železnice nejvíce ovlivnila hlavně dnešní podobu Barrandovy skály. Ta byla takto pojmenována v roce 1884 na počest paleontologa světového významu Joachima Barranda, který tuto 

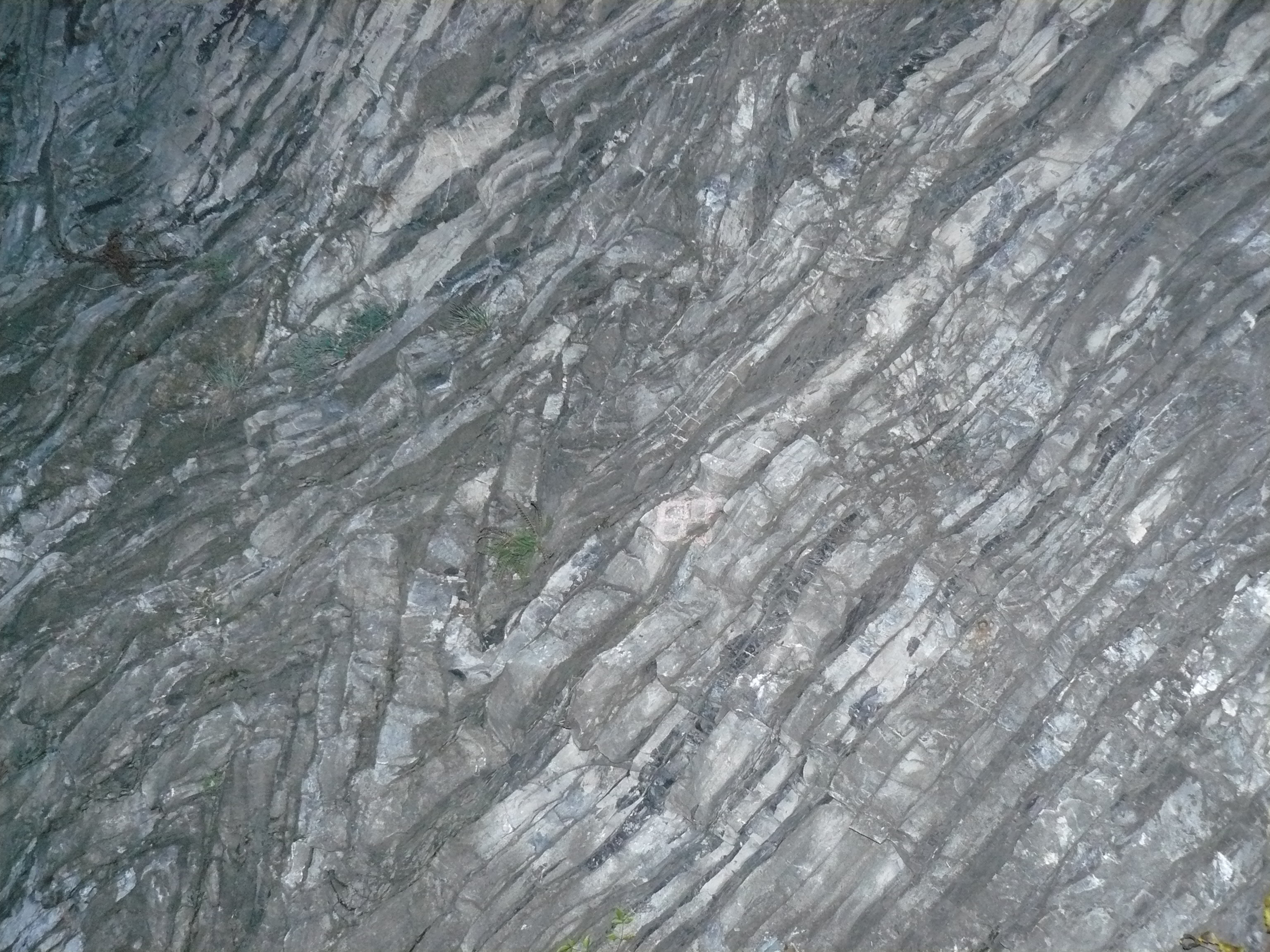
Typicky zvrásněné vápencové vrstvy na Barrandově skále

oblast důkladně prostudoval a udělal zde mnoho významných objevů. Téhož roku mu zde byla umístěna pamětní deska a celá skála byla darována panem Maxmiliánem Herbertem Národnímu muzeu k ochraně a podrobnému zkoumání.
Kromě zářezů byla tvář skal pozměněna také těžbou. Bylo zde několik dnes již zaniklých a zarostlých lomů. Několik se jich nacházelo JZ od Barrandovy skály. Lámal se zde hlavně krinoidový vápenec a lomy fungovaly do začátku dvacátého století. Další významné lomy se nacházely i v severním směru od Barrandovy skály. Původně šlo o dva oddělené lomy, které byly po roce 1911 propojeny. Místní vápenec sloužil především k výrobě vápna. Za první republiky, kdy těžba v lomech doznívala, byly nad nimi vybudovány Barrandovské terasy a lomům se začalo říkat „Pod terasami“. V severnějším z nich byl před druhou světovou válkou postaven plavecký bazén, který zde sloužil až do padesátých let minulého století. Dnes jsou zde k vidění už jen zbylé betonové ruiny. Později se tomuto lomu začalo říkat podle nedaleké kapličky Panny Marie Bolestné, lom „U kapličky“. Zatímco jižnějšímu z obou lomů (blíže k Barrandově skále) zůstal název „Pod terasami“.
Dalšími významnými vědci, kteří zde prováděli své výzkumy, byli hlavně geolog Radim Kettner (korálový obzor) a František Hanuš. Oblast je i dnes studijně využívána, především jako místo geologických exkurzí.

## Přírodní poměry

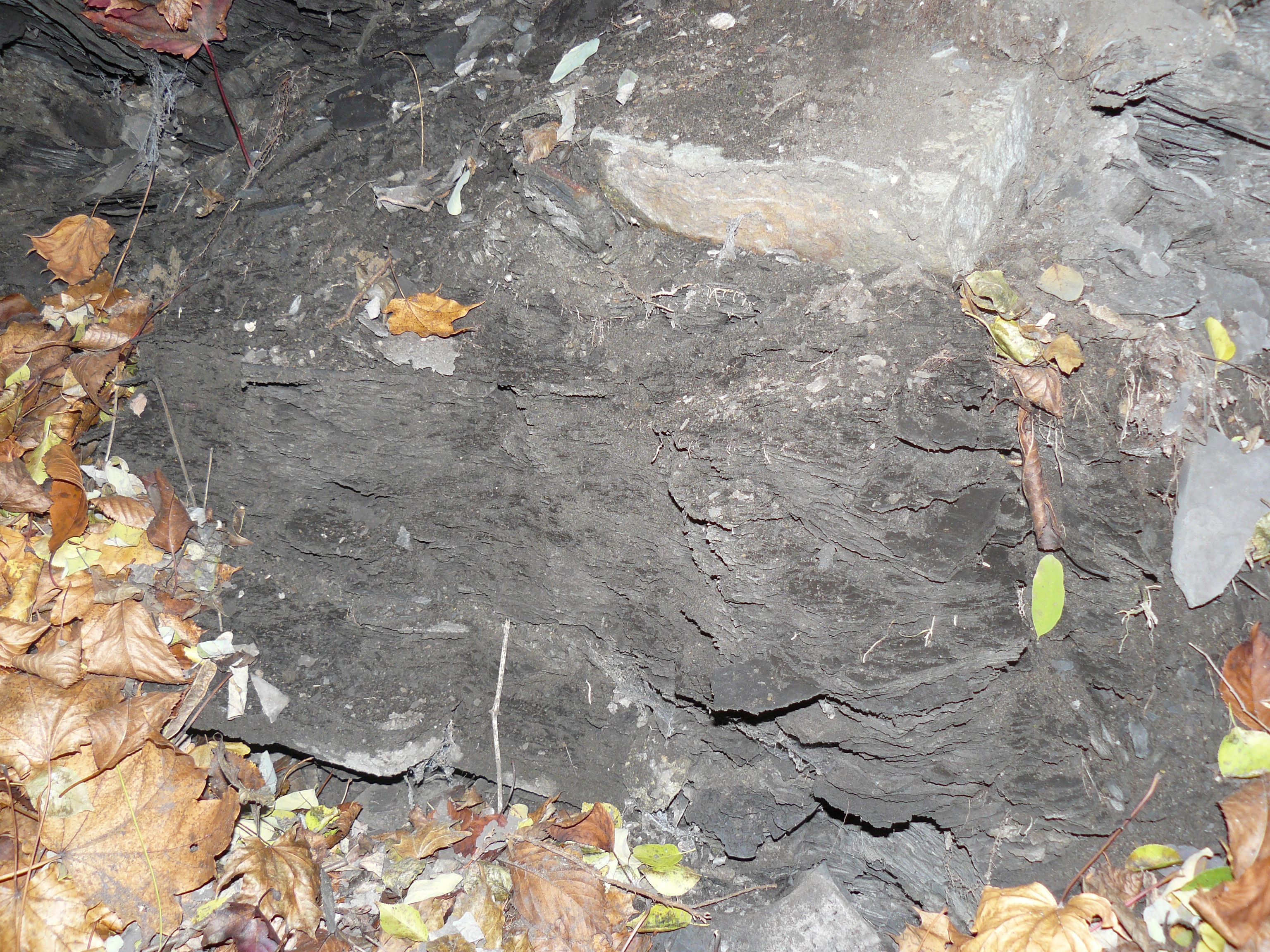
Tmavé silurské břidlice

Svahy chráněného území mají jihovýchodní expozici a klima je zde velmi teplé a suché. Průměrná roční teplota se pohybuje kolem 9 °C a srážky jsou přibližně 500 mm za rok. Půdy jsou zde málo vyvinuté, mělké s vysokým podílem skeletu. Většinou se jedná o různé variety rankerů a rendizin. Na bázi skal jsou místy vrstvy sutě.

### Geologie

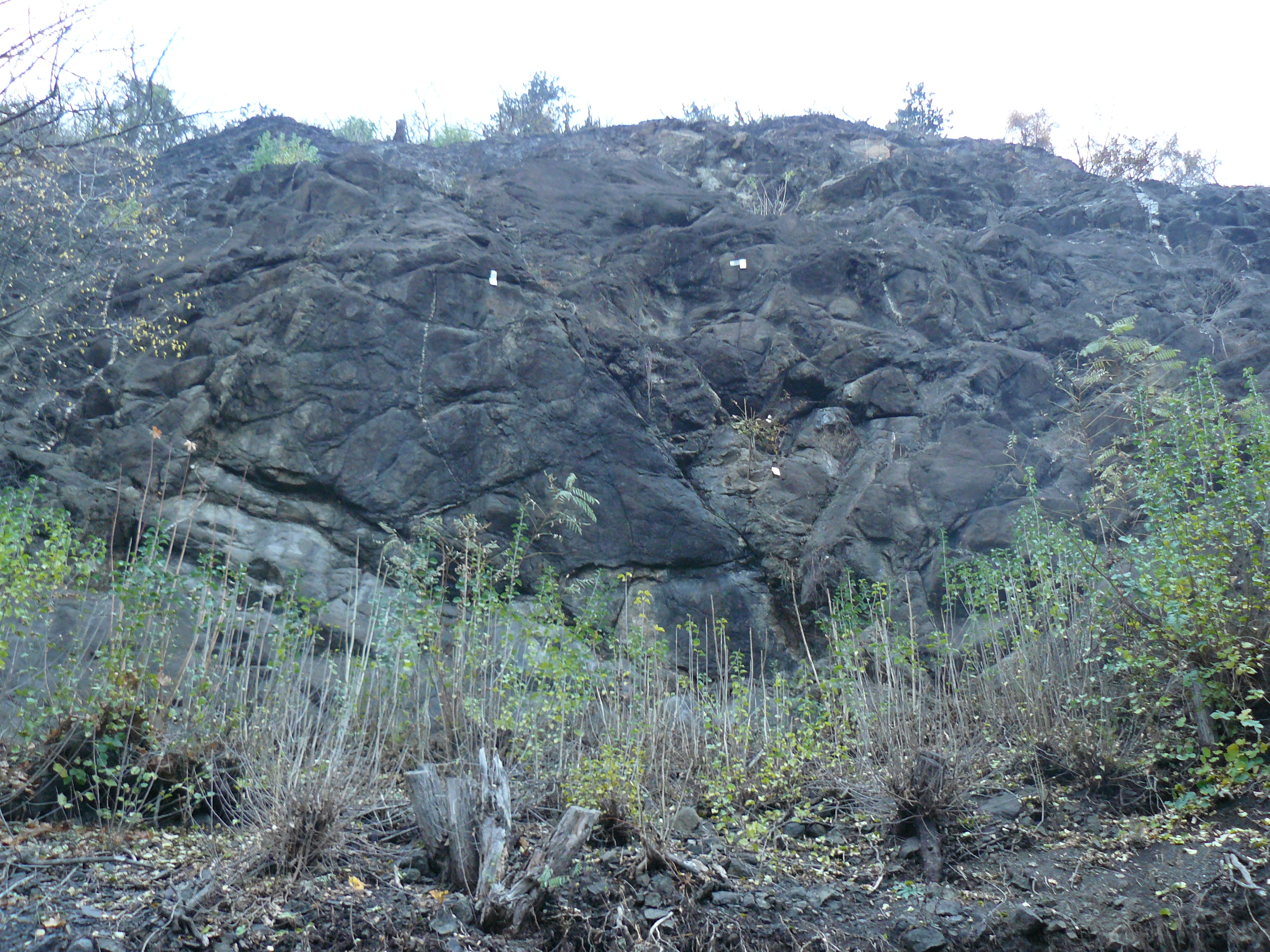
Silurská diabasová žíla

Motolské souvrství náleží k spodnímu siluru, k stupni wenlock. Převládají v nich černošedé jílové i vápnité graptolitové břidlice. Souvrství je prostoupeno mocnou diabasovou intruzí. Celé území leží v oblasti Barrandienu a je tvořeno paleozoickými uloženinami, stratigraficky spadající pod útvary silur a devon. Přibližné stáří těchto usazenin je 430 – 390 milionů let. Z geomorfologického hlediska patří oblast k celku pražské plošiny. V jiho-severním směru se táhne sled geologických výchozů, na kterých můžeme pozorovat následující souvrství (seřazeno od nejstaršího k nejmladšímu): motolské souvrství, kopaninské souvrství, požárské souvrství, lochkovské souvrství, pražské souvrství a zlíchovské souvrství. Kopaninské souvrství patřící k svrchnímu siluru, konkrétně stupni ludlow je zde vyvinuto v podobě tufitických břidlic a vápenců. Výchozy tohoto souvrství se nacházejí spíše v ochranném pásmu chráněného území a to u Filmařské ulice.
Požárské souvrství (svrchní silur, stupeň přídolí) je ve spodních partiích vyvinuto v šedých, jemnozrnných vápencích. Ve vyšších polohách jej tvoří vápnité břidlice s polohami jemnozrnných vápenců. Lochkovským souvrstvím se již řadí k spodnímu devonu, stupni lochkov. Jde o tmavě šedé deskovité vápence s tmavými rohovci a vápnitými břidlicemi. Tvoří především Barrandovu skálu, kde jsou intenzivně disharmonicky provrásněné.
Pražské souvrství je typickým představitelem stupně prag (spodní devon). V oblasti Barrandovských skal je vyvinuto ve dvou faciích. První je facie sliveneckých vápenců. Jde o krinoidové vápence, které jsou zrnité a mají narůžovělou, světle šedou nebo červenavou barvu. Druhá je facie dvorecko-prokopských vápenců, což jsou šedé, velmi jemnozrnné, někdy hlíznaté kalové vápence. Poslední, nejsevernější souvrství je zlíchovské. Náleží spodnímu devonu, mezinárodnímu stupni ems a regionálnímu stupni zlíchov. Spodní polohy charakterizuje tzv. korálový obzor. Tvoří ho polohy hrubě bioklastických vápenců a sedimentárních brekcií. Je možné zde pozorovat podmořské skluzové struktury.

### Paleontologie a paleogeografie
Oblast střední Evropy spolu s oblastí Prahy a jejího okolí se v období siluru a devonu nacházela na jižní polokouli, jižně od rovníku, k němuž se posouvala. Byla zalita mořským zálivem, který měl hloubku od pár desítek metrů až do 200 metrů. V siluru bylo dno spíše nehostinné, ale ve vodním sloupci se tehdy vznášely planktonní organismy, hlavně kolonie graptolitů, kterých zde v okolí Vyskočilky bylo popsáno na 50 druhů. V devonu se začalo mořské dno měnit a to hlavně činností nedaleké podmořské sopky. Moře bylo mělčí a teplejší také vlivem stálého posunu k rovníku. Graptoliti vyhynuli, ale jinak se zde začal rozvíjet bohatý podmořský život. Centrum života bylo pravděpodobně kolem podmořské sopky, která kdysi stávala přibližně v oblasti dnešních Kavčích hor. Na jejích stěnách byly vyvinuty korálové útesy, které byly při různých podmořských sesuvech strhány a se všemi organismy uloženy na dně. Tyto události je možné rekonstruovat z tzv. korálového obzoru, který se nachází v zlíchovských vrstvách „U kapličky“ a je druhým nejbohatším nalezištěm devonských fosílií v Čechách. Z obrovského množství materiálu, který zde byl získán, je možné určit přibližnou živočišnou skladbu útesů. Základ tvořili ostnokožci, převážně lilijice (krinoidi), tvořící celé podmořské porosty. Z korálů byli přítomni hlavně koráli větevnatí, ale i deskatí a drsnatí. Bohaté jsou také nálezy ramenonožců, mechovek a velkých ježovek. Nálezy trilobitů zde nejsou hojné na rozdíl od jižněji položených vrstev dvorecko-prokopských vápenců pražského souvrství. Tam se nachází další velmi významná paleontologická lokalita právě převážně s trilobity (například rody Odontochile nebo Reedops).

### Flora

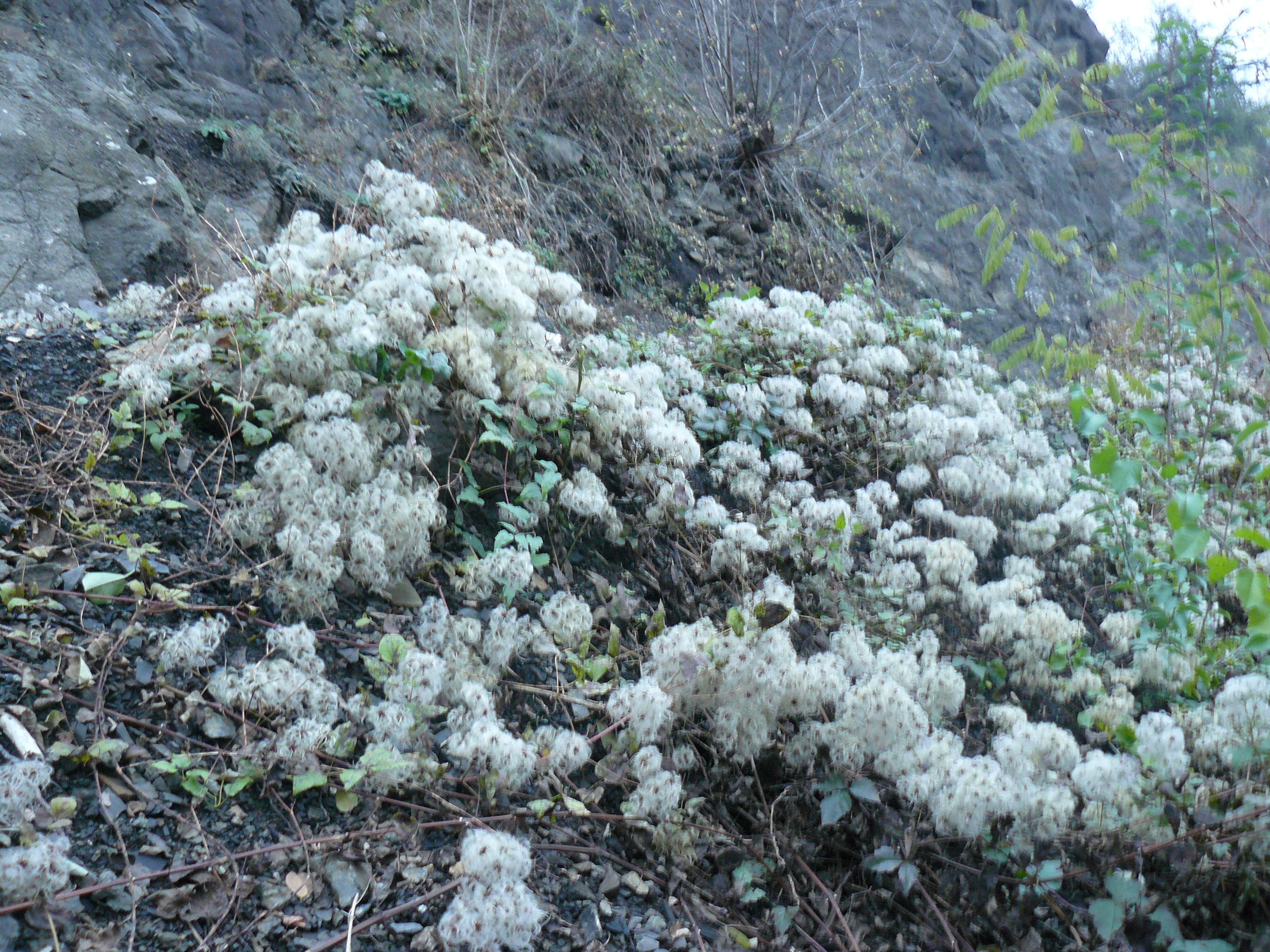
Liánovitá rostlina plamének plotní zde tvoří bujné porosty

Na několika málo místech, na světlinách, se zachovala teplomilná společenstva skalních stepí, na kterých najdeme chráněné a vzácné druhy. Mezi nejvzácnější patří ohrožená (C3) bělozářka liliovitá (Anthericum liliago), devaterník šedý (Rhodax canus), který patří k silně ohroženým druhům (C2r) a významný je také sesel sivý (Seseli osseum), který je řazený k vzácnějším druhům naší květeny (C4a). Z jara na Barrandově skále rozkvétají vzácnější tařice skalní (Aurinia saxatilis) a později pak rozchodník bílý (Sedum album). Z trav je zde nejdůležitější kavyl Ivanův (Stipa joannis) a sveřep vzpřímený (Bromus erectus). Většina oblasti je ovšem zarostlá sekundární a náletovou vegetací. Dominantní je zde trnovník akát (Robinia pseudoacacia), který zde byl v minulosti vysázen s cílem zpevnit svahy nad silnicí a Malou Chuchlí. S ním byly uměle vysázeny další nepůvodní druhy jako je borovice černá (Pinus nigra) a mahalebka obecná (Prunus mahaleb). Následkem toho došlo k vytlačení původních společenstev, které tvořily převážně šípákové doubravy. Ty se zde prosazují už jen velmi zřídka, zastoupením dubu pýřitého (Quercus pubescens) či dřínu jarního (Cornus mas). Z náletových dřevin se zde nejvíce prosazuje jasan ztepilý (Fraxinus excelsior), bříza bělokorá (Betula pendula) a topol osika (Populus tremula). Uměle vysázené druhy navíc umožnily proniknutí plevelných rostlin, které by se zde jinak neuchytily a dnes dominují na skalních úpatí a v lomech. Patří k nim hlavně měrnice černá (Ballota nigra), kuklík městský (Geum urbanum) či kopřiva dvoudomá (Urtica dioica). Skalní výchozy a lomové odkryvy jsou rychle zarůstány také popínavými rostlinami, jako je plamének plotní (Clematis vitalba) či chmel otáčivý (Humulus lupulus). Obě rostliny zde tvoří mohutné, neprostupné porosty a vytlačují původní druhy.

### Fauna
Nejzajímavější a nejvzácnější jsou druhy, které jsou vázány na teplomilné skalní stepi. Jedná se většinou o bezobratlé živočichy a jsou to například xerotermní plži jako Granaria frumentum či Pupilla sterri. Brouci jsou zde zastoupeni reliktními stepními střevlíčky jako Panagaeus bipustulatus či Harpalus serripes, kteří jsou na území Prahy považovány za vzácné a ohrožené. Z dalších čeledí jsou přítomni mandelinkovití (Aphatona herbigrada, Longitarsus helvolus a další), nosatcovití (Apion melancholicum) a některé stepní bezkřídlé druhy (Trachyphoeus spinimanus). Na květinách se vyskytují také významní motýli, jako jsou oba druhy otakárků vyskytující se v Česku (Papilio machaon a Iphiclides podalirius), ostruháček kapinicový (Satyrium acaciae) či modrásek rozchodníkový (Scolitantides orion). V létě a na podzim je zde významný výskyt pavouka stepníka rudého (Eresus cinnaberinus). Na vlhčích stanovištích je významný výskyt plže Plicuteria lubomirskii, který zde má svoji nejzápadnější lokalitu svého rozšíření. Obratlovčí fauna je zde spíše chudá, zastoupena převážně ptactvem. Hnízdí zde budníček menší (Phylloscopus collybita), pěnice pokřovní (Sylvia curruca) či strnad obecný (Emberiza citrinella). Mimo ptactva je zde zaznamenán také výskyt ještěrky obecné (Lacerta agilis).

## Ochrana

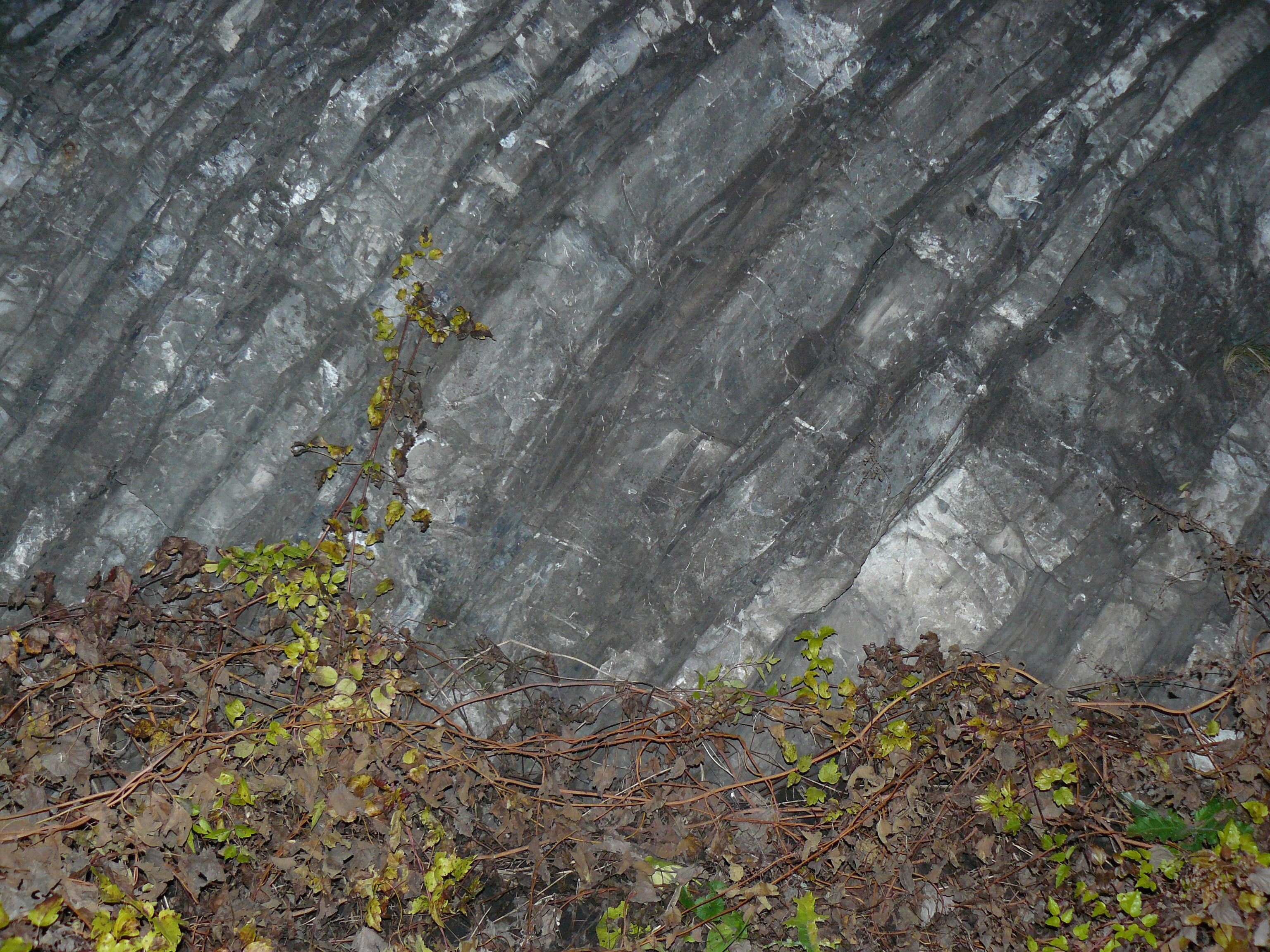
Zarůstání Barrandovy skály ruderálními rostlinami

Cílem ochrany daného území je zajistit nerušenou existenci geologických objektů a uchovat zbývající teplomilná společenstva skalní stepi. Nadále potlačit nepůvodní agresivní druhy, zabránit devastaci současných původních společenstev a pokusit se o jejich přirozené rozšíření. Za nejproblematičtější se považuje škodlivý výskyt akátu, zarůstání stepních ploch křovinami a také zarůstání skalních stěn sekundární vegetací. Ohrožující faktor jsou i neukáznění návštěvníci, kteří zde odhazují odpadky nebo zakládají ohniště. Hrozí také poškození paleontologických lokalit nadměrným a ilegálním sběrem. Legálně je možné sbírat jen v sutích graptolitových břidlic. Na ostatních nalezištích může být prováděn jen odborný výzkum a to po domluvě s příslušnými orgány ochrany.

### Stav na počátku 21. století

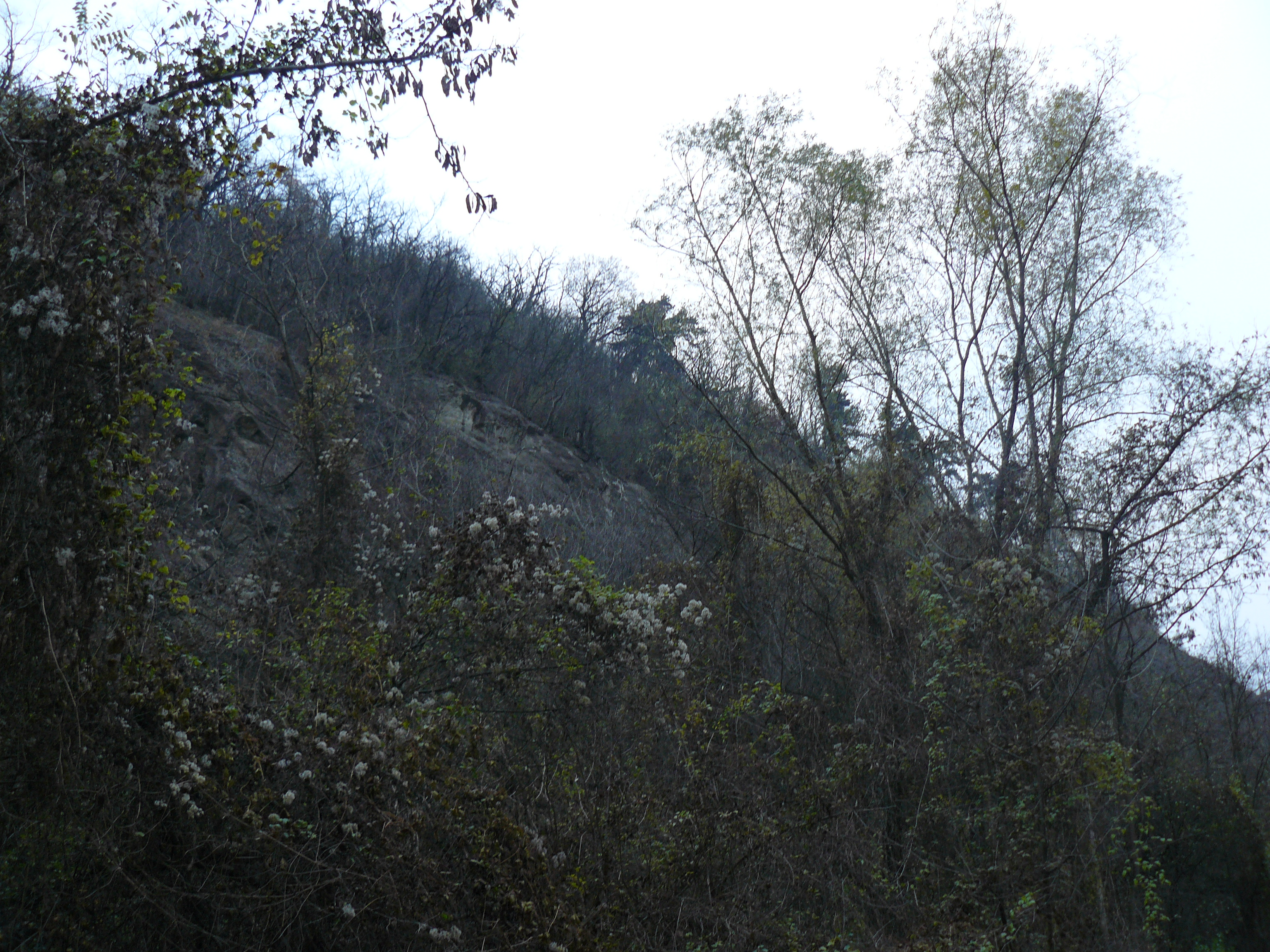
Zarůstání lokality náletovou vegetací

Většina chráněného území a jednotlivých významných lokalit není v příliš dobrém stavu. Na bázi geologických výchozů a v lomech je vzrostlá nepůvodní vegetace ruderálního a poloruderálního typu bez ochranářského významu. Ve skladbě dřevin dominuje akát. Stepní společenstva, například v oblasti Vyskočilky, silně zarůstají dřevinami. Pamětná deska Joachima Barranda je také v špatném stavu. Lak je nepůvodní, jde o provizorní opravu z roku 1968. Tabule naučné stezky jsou poškozené, místy zarůstají vegetací.

### Plány péče
Plánovaná péče představuje hlavně odstraňování nepůvodních a ruderálních rostlin a to v celém prostoru chráněného území. Měl by být dán prostor pro přirozenou sukcesi původními společenstvy, které představují převážně šípákové doubravy a xerotermní společenstva skalních stepí. Geologicky cenné lokality by měly být udržovány zcela bez vegetace, ponechat je možné jen ojedinělé vzrostlé původní stromy. K odstraňování se uvažuje o použití chemie, i když ta v předešlých letech neměla velkého významu. V profilu „U kapličky“ je plánováno obnovení číslování hraničních vrstev. Plán péče zahrnuje i kontrolu a opravu pamětní desky Joachima Barranda, opravu tabulí naučné stezky a obnovení značení chráněného území.

## Turismus
Území národní přírodní památky Barrandovské skály je velmi dobře přístupné. Ze severní strany je možno se k němu jednoduše dostat z tramvajové zastávky Hlubočepy. Další možný vstup je z jižní strany z autobusové zastávky Malá Chuchle. Podél celé lokality vede asfaltová cesta, umožňující snadný vstup s dětským kočárkem. Návštěvu lze doporučit také cyklistům. Kromě samotných chráněných přírodních úkazů je zde k vidění také kaplička Panny Marie Bolestné, která byla postavena v roce 1742 francouzskými vojsky při obléhání Prahy. Původně ovšem sloužila jako prachárna a později i jako skladiště materiálu pro dělníky v lomech. Na kapličku byla přestavěna až v roce 1847 po neštěstí v lomu. Úpravu zařídila dcera tehdejšího majitele lomů Marie Hergetová. Pro návštěvníky je připravena i naučná stezka Barrandovské skály – Chuchelský háj, která prochází také přes sousední chráněná území.

## Fotogalerie

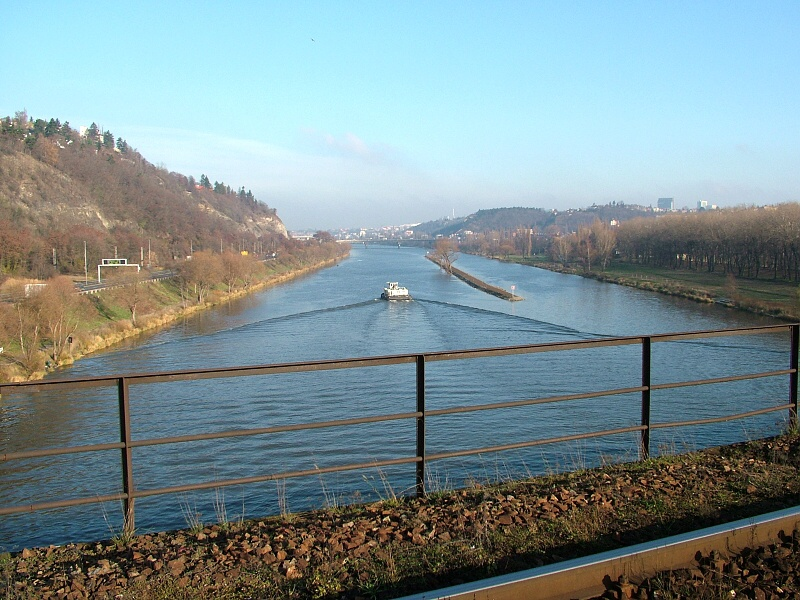
Barrandovské skály, táhnoucí se podél levého břehu řeky Vltavy (pohled z Branického mostu po proudu)
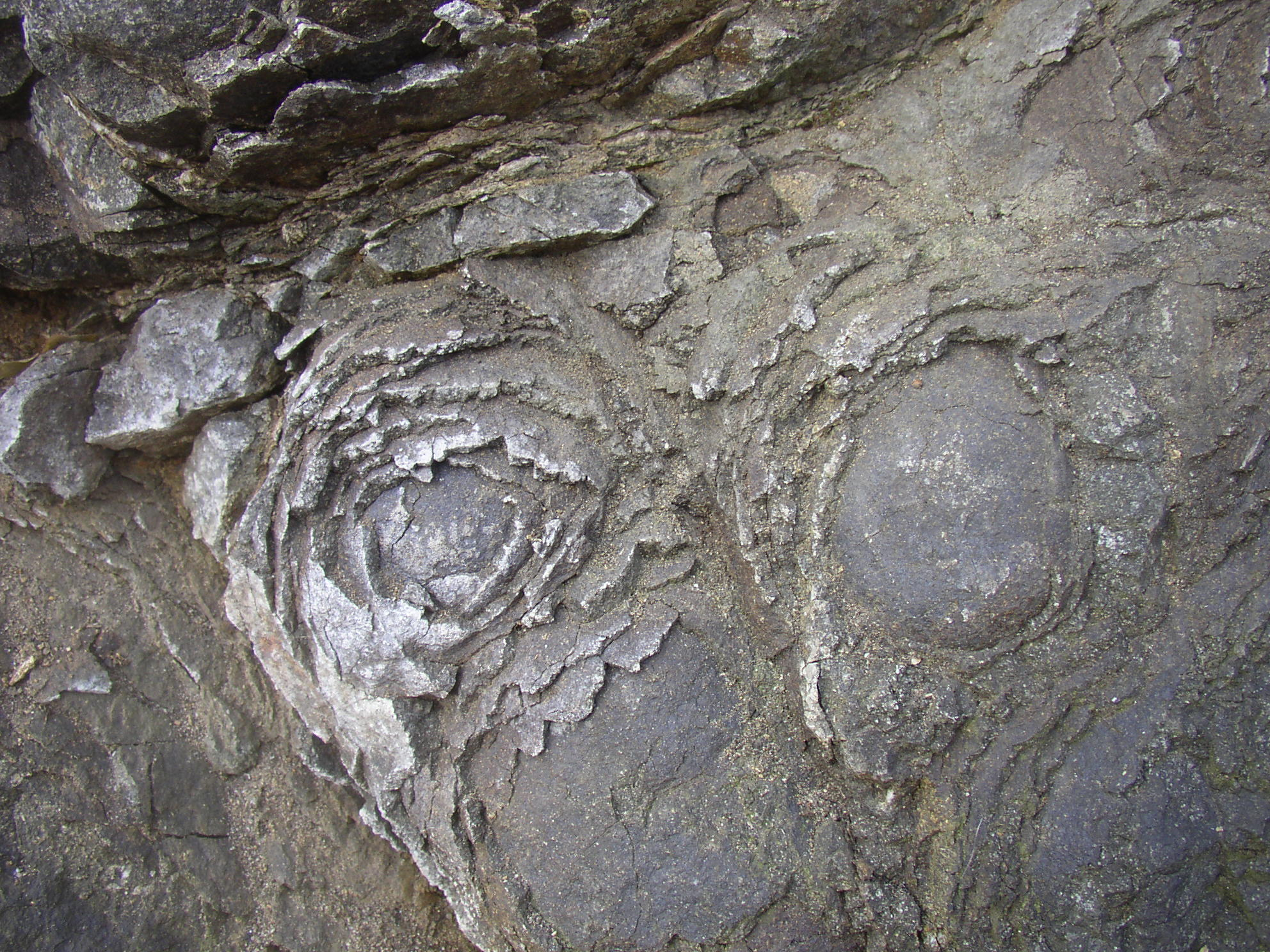
Tzv. chuchelské růžičky, několikacentimetrové kamenné útvary vzniklé kulovým rozpadem diabasu, vyvřelého na mořském dně
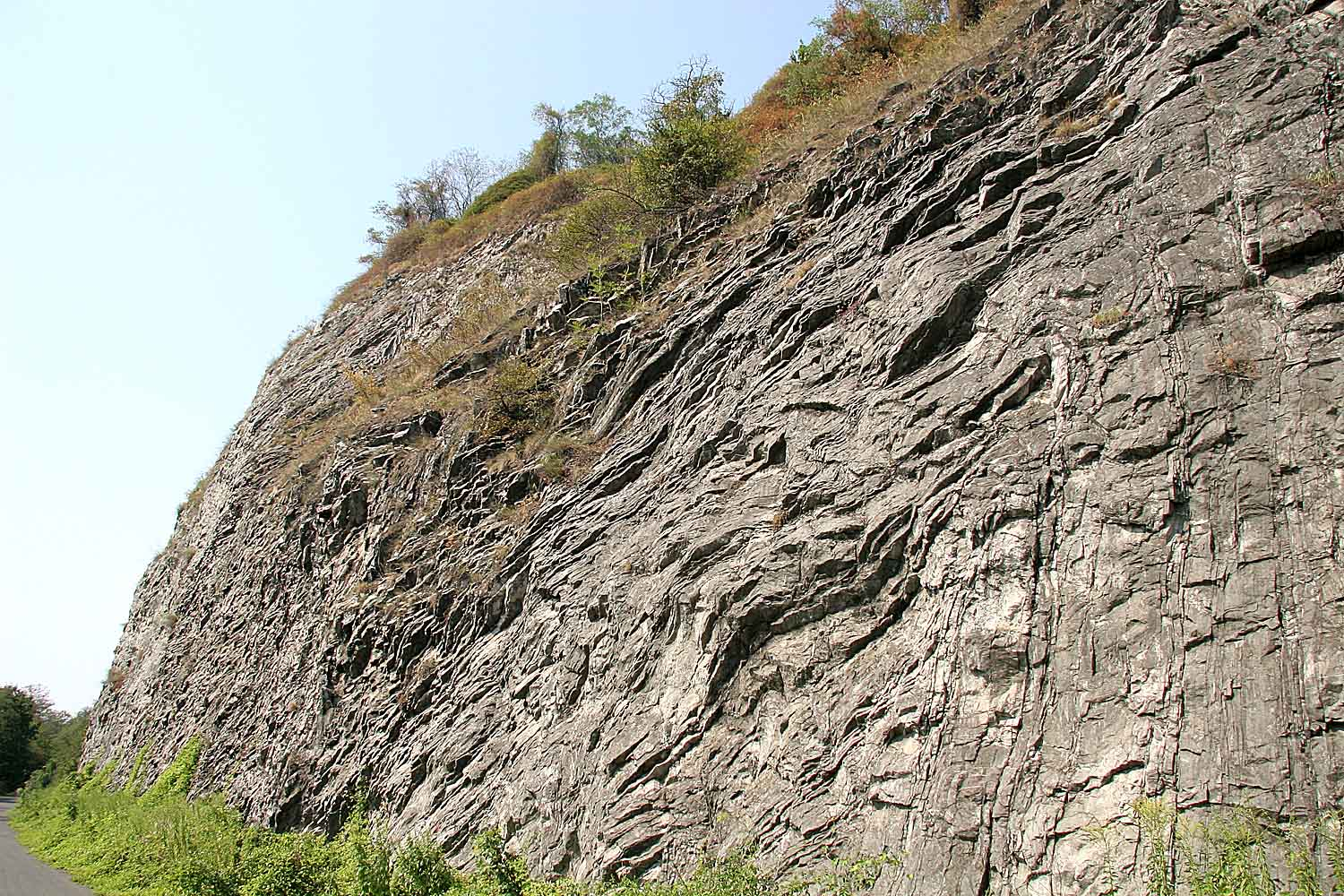
Zvrásněné vrstvy na Barrandově skále